# ОШ „Бранко Радичевић” Бања Лука
ОШ „Бранко Радичевић” једна је од основних школа у Бања Луци. Налази се у улици Булевар војводе Степе Степановића 116, у Старчевици. Име је добила по Бранку Радичевићу, српском романтичарском песнику.

## Историјат
Октобра 1958. године новосаграђена школа почиње са радом у пет опремљених учионица, са 16 учитеља, наставника и професора, са 591 учеником. Од 1958. до 1993. године школа носи име револуционара Есада Миџића, који је својом улогом, пре и у току Другог светског рата проглашен херојем. Према бројности ученика достиже свој максимум школске 1984—85. године, када броји 2061 ученика. Године 2020. је почела изградња нове школске спортске дворане.
Познати који су похађали основну школу „Бранко Радичевић” су доктори Миладин Јовановић и Бранко Блануша, глумци Народног позоришта Републике Српске Небојша Зубовић, Душко Мазалица и Слађана Зрнић, спортисти Слађана Голић, Слободан Каралић, Синиша Ковачевић, Саша Вујасиновић, Милица Деура, Срђан Мазалица, дипломирани инжињер електротехнике и посланик у Народној скупштини Републике Српске и многи други.

## Догађаји
Догађаји основне школе „Бранко Радичевић”:
- Светосавска академија
- Никољданска приредба
- Дечија недеља
- Дан шума
- Међународни дан старих особа
- Међународни дан матерњег језика
- Европски дан језика
- Светски дан хране
- Светски дан штедње
- Фестивал науке
- Међународни сајам књиге
- Сајам запошљавања и предузетништва